# Strażnica Straży Granicznej w Stuposianach

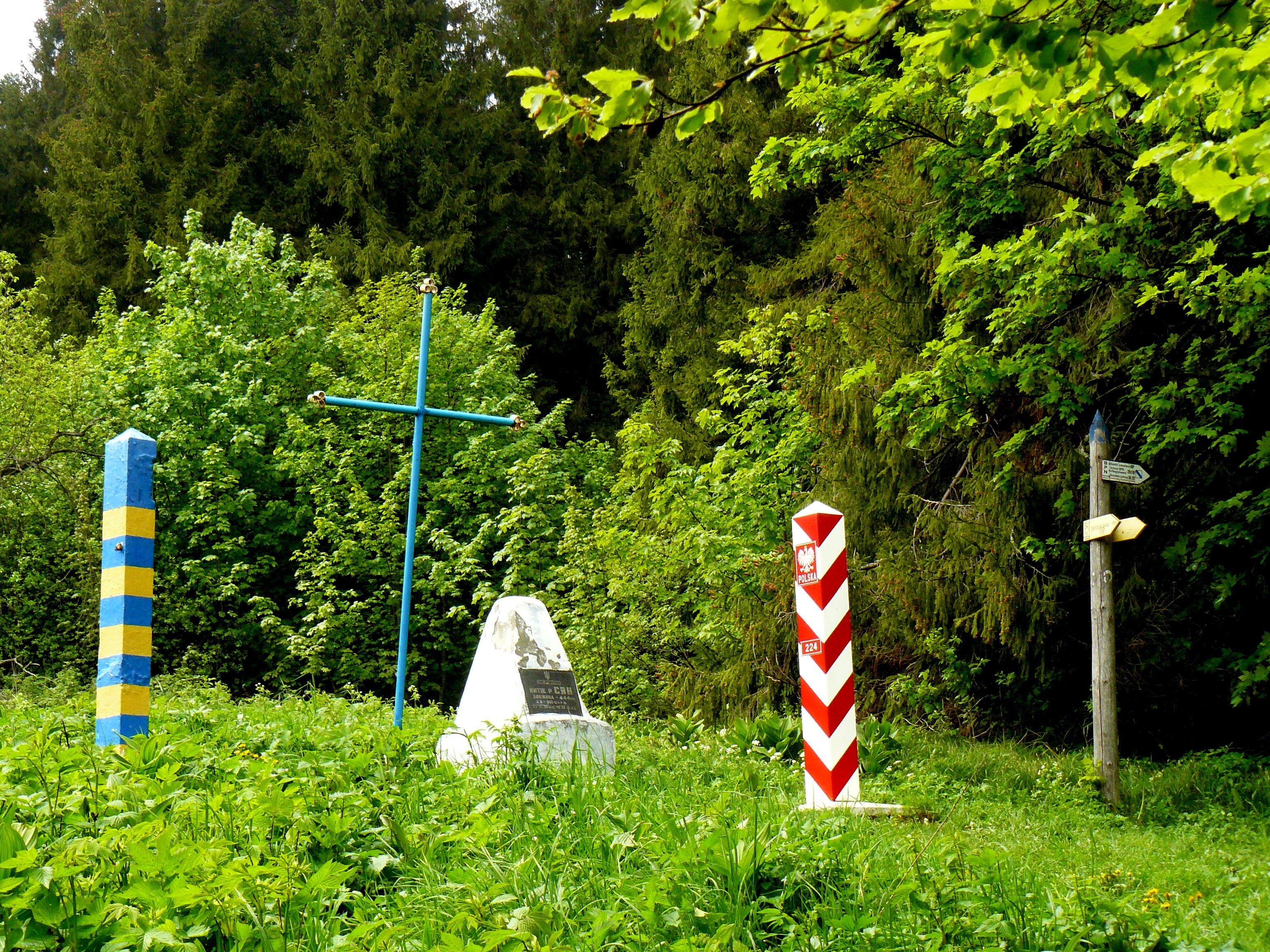
Granica polsko-ukraińska, znaki gran. nr 224 i źródło Sanu (maj 2015)

Strażnica Straży Granicznej w Stuposianach – zlikwidowana graniczna jednostka organizacyjna Straży Granicznej realizująca zadania bezpośrednio w ochronie granicy państwowej z Ukrainą.

## Formowanie i zmiany organizacyjne
Strażnica Straży Granicznej w Stuposianach (Strażnica SG w Stuposianach), 23 października 2002 została włączona do systemu ochrony granicy państwowej jako nowo wybudowana i zorganizowana w strukturach Bieszczadzkiego Oddziału Straży Granicznej w Przemyślu.
W 2002, Strażnica SG w Stuposianach miała status strażnicy SG I kategorii.
Jako Strażnica Straży Granicznej w Stuposianach funkcjonowała do 23 sierpnia 2005 i 24 sierpnia 2005 Ustawą z 22 kwietnia 2005 O zmianie ustawy o Straży Granicznej... została przekształcona na Placówkę Straży Granicznej w Stuposianach (PSG w Stuposianach).

## Ochrona granicy
Strażnice SG w: Stuposianach i Ustrzykach Górnych przejęły część odcinka po zlikwidowanej strażnicy SG w Lutowiskach, a tym samym został zlikwidowany najdłuższy odcinek granicy ochraniany przez pojedynczą graniczną jednostkę organizacyjną SG. 

## Sąsiednie graniczne jednostki organizacyjne
- Strażnica SG w Ustrzykach Dolnych ⇔ Strażnica SG w Ustrzykach Górnych, Strażnica SG w Wetlinie – 23.10.2002[2]
- GPK SG w Krościenku ⇔ Strażnica SG w Ustrzykach Górnych, Strażnica SG w Wetlinie – 2.01.2003[2]
- Strażnica SG w Czarnej Górnej ⇔ Strażnica SG w Ustrzykach Górnych, Strażnica SG w Wetlinie – 23.03.2004[2].